# James Cecil Parke
James Cecil Parke (Clones, 26 de julho de 1881 — Llandudno, 27 de fevereiro de 1946) foi um tenista, jogador de rugby e golfista irlandês. Medalhista olímpico de prata em duplas com Josiah Ritchie.

## Grand Slam finais

### Simples

#### Título (1)
| Ano  | Campeonato                 | Piso  | Oponente       | Placar                  |
| 1912 | Australasian Championships | Grama | Alfred Beamish | 3–6, 6–3, 1–6, 6–1, 7–5 |

### Duplas

#### Título (1)
| Ano  | Campeonato                 | Piso  | Parceiro      | Oponentes                  | Placar        |
| 1912 | Australasian Championships | Grama | Charles Dixon | Alfred Beamish Gordon Lowe | 6–4, 6–4, 6–2 |

#### Vice-Campeonato (1)
| Ano  | Campeonato | Piso  | Parceiro           | Oponentes                        | Placar             |
| 1920 | Wimbledon  | Grama | Algernon Kingscote | Chuck Garland R. Norris Williams | 6–4, 4–6, 5–7, 2–6 |